# Route nationale 4 (Estonie)
Pour les articles homonymes, voir Route nationale 4.
La route nationale 4 (en estonien : Põhimaantee 4) ou route Tallinn-Pärnu-Ikla  (en estonien : Tallinn-Pärnu-Ikla maantee) est une route nationale estonienne reliant Tallinn à Ikla. Elle mesure 192,7 km. Elle fait partie de la route européenne 67.

## Description
La route utilise les principales rues de Tallinn (Pärnu maantee, Männiku tee, Vabaduse puiestee). Le long de la route entre Tallinn et Pärnu, les plus grandes agglomérations traversées sont Saue, Märjamaa, Pärnu-Jaagupi.
La route se termine à la frontière entre l'Estonie et la Lettonie, au poste frontière d'Ikla.
La longueur de la route est de 192,2 km, dont un tronçon de 13,0 km à Tallinn et un tronçon de 4,6 km à Pärnu. La route traverse les comtés de Harju, Rapla et Pärnu.

## Tracé

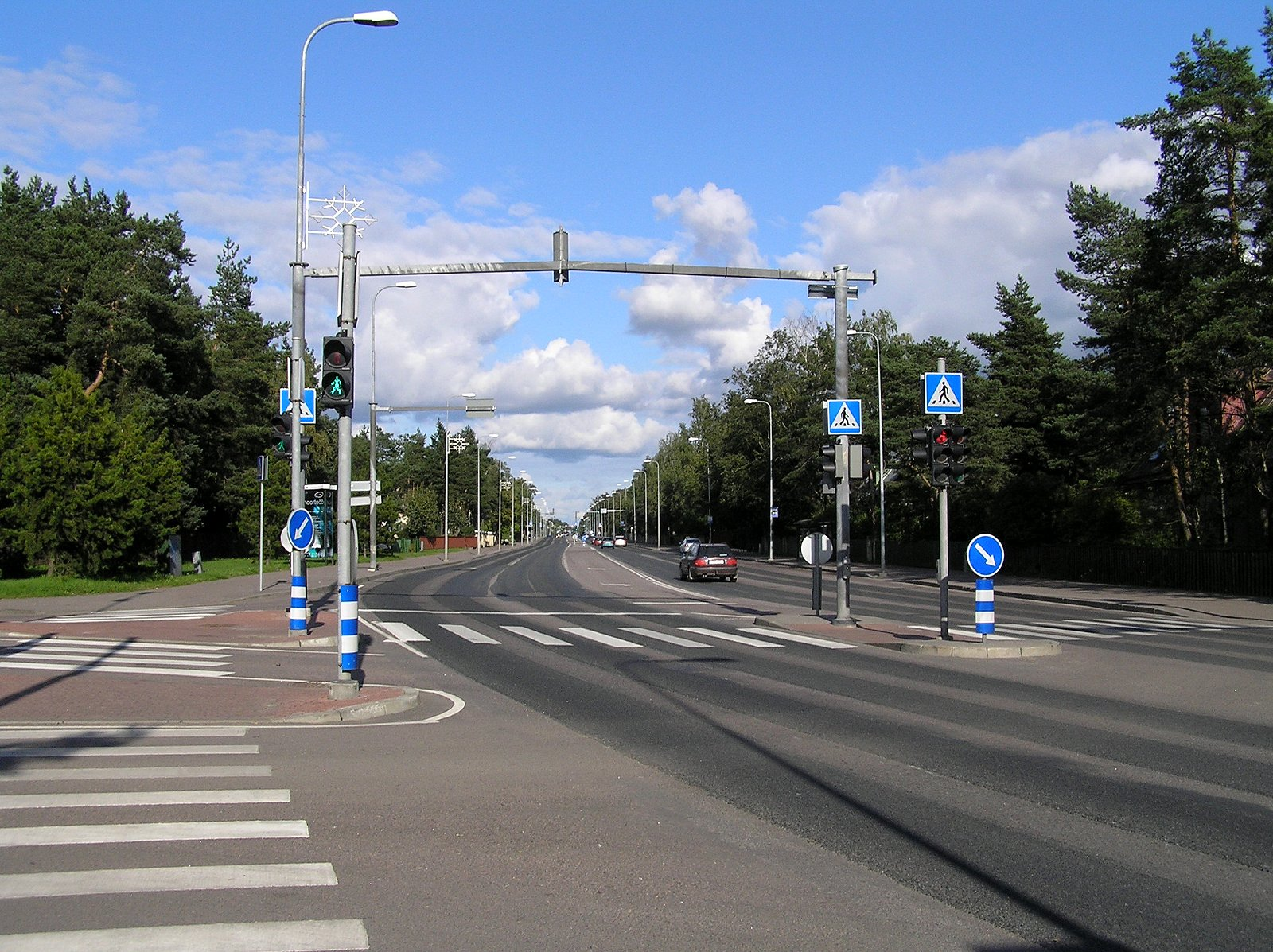
La route nationale 4 à Tallinn.

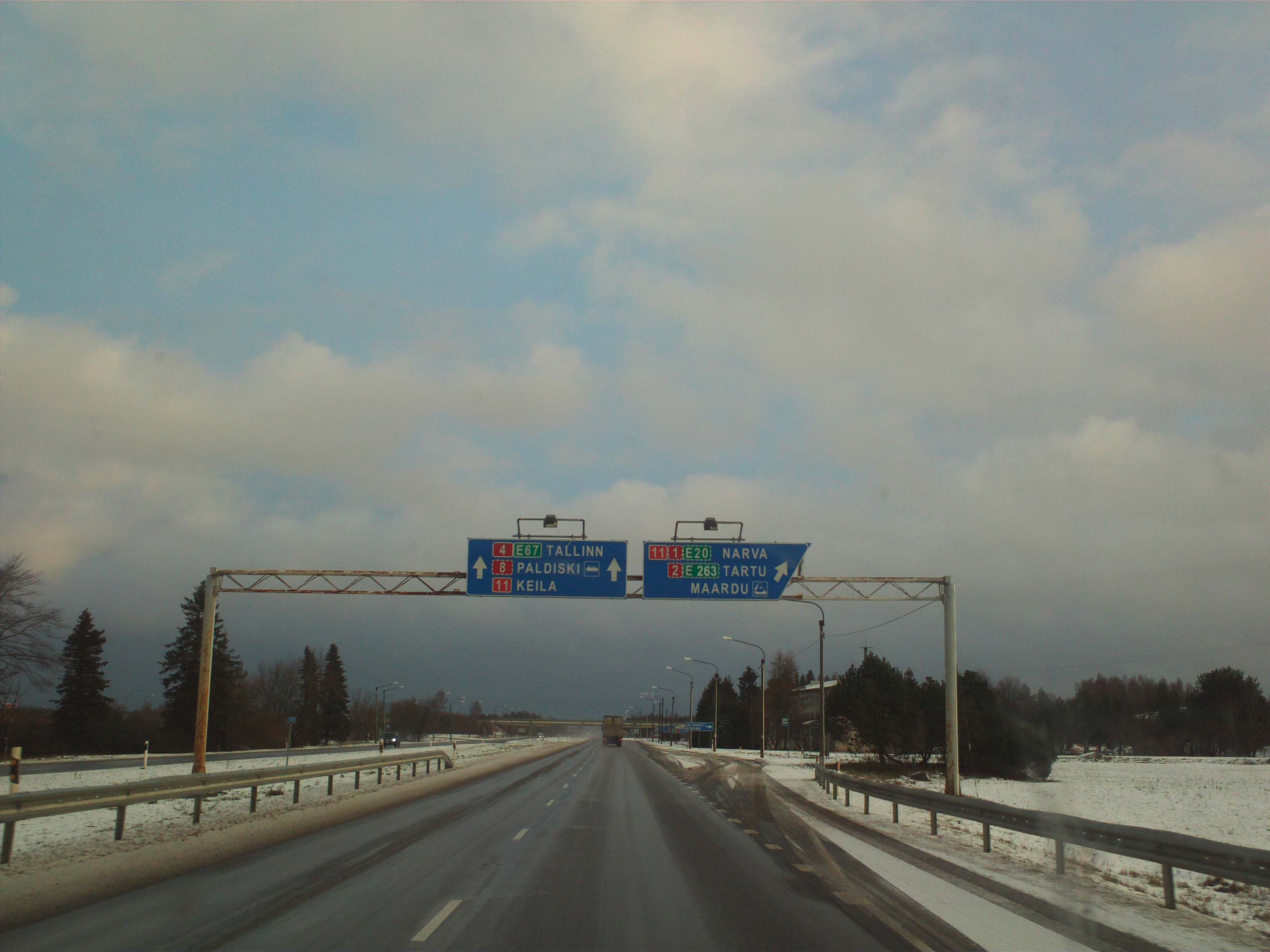
La route nationale 4 au sud de Tallinn.

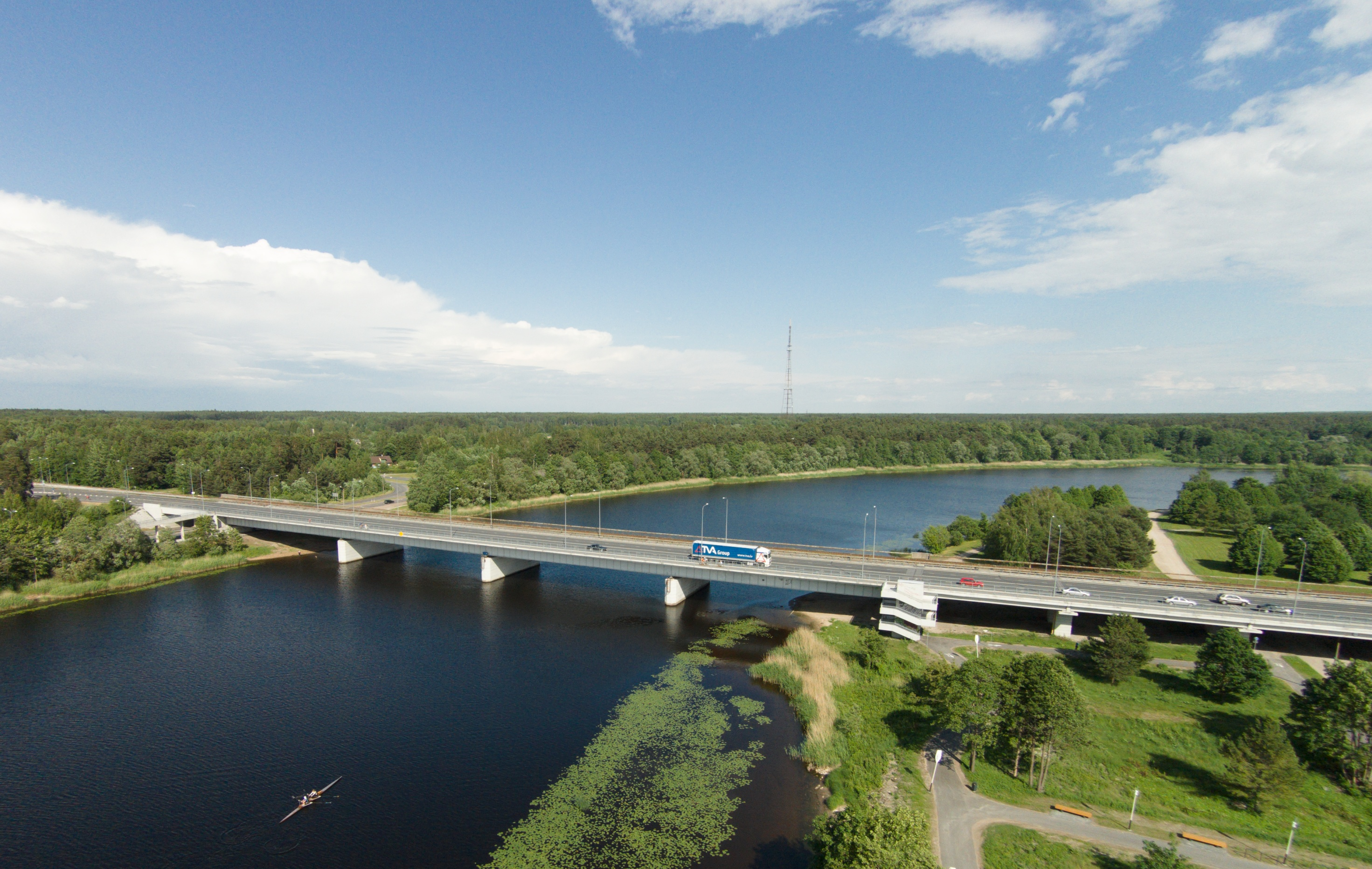
Pont Papiniidu sild à Pärnu.

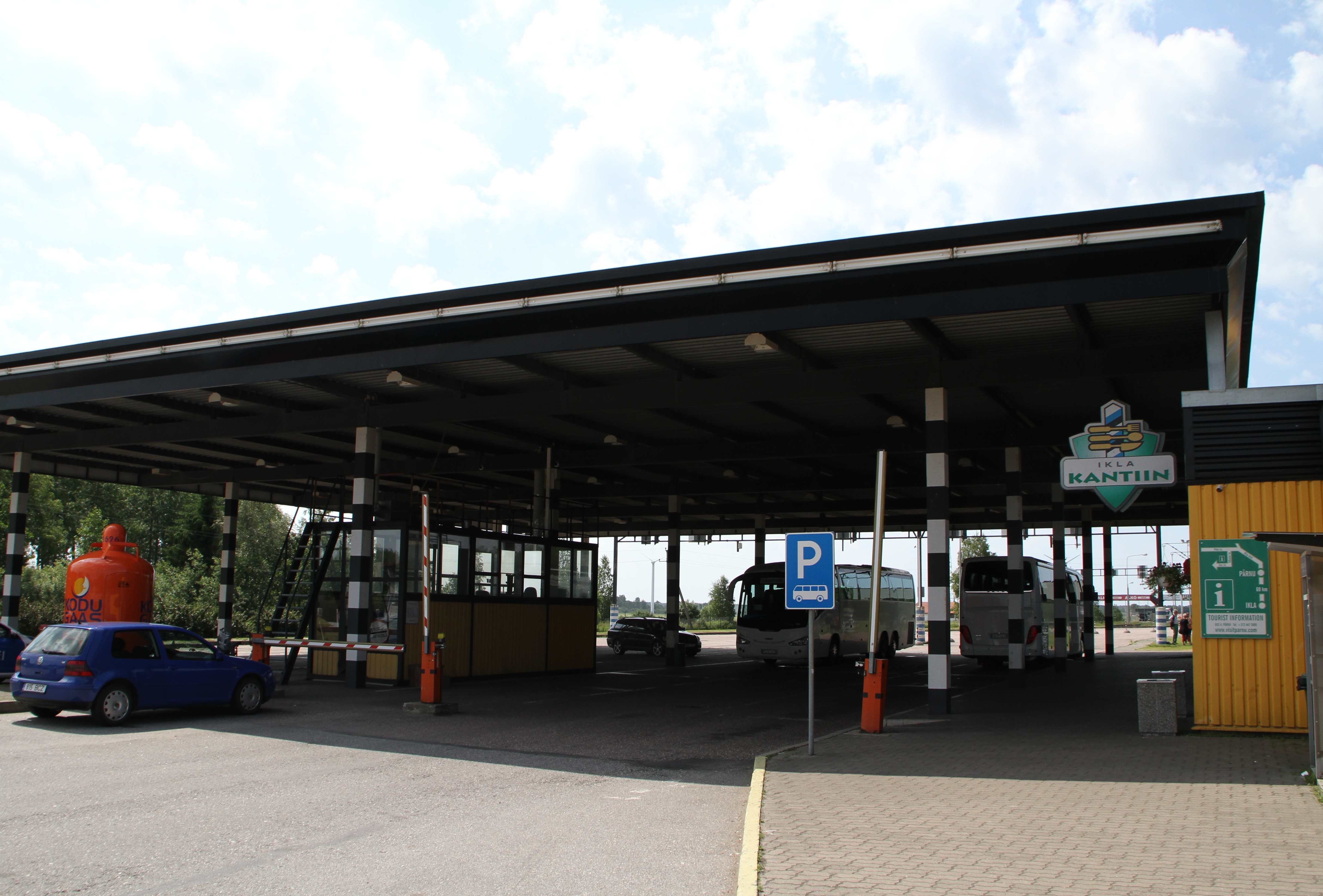
La frontière à Ikla.

| Comté          | Ville |
| -------------- | ----- |
| Comté de Harju |       |
| Tallinn        |       |
| Laagri         |       |
| Saue           |       |
| Jõgisoo        |       |
| Ääsmäe         |       |
| Comté de Rapla |       |
| Varbola        |       |
| Orgita         |       |
| Märjamaa       |       |
| Haimre         |       |
| Päärdu         |       |
| Comté de Pärnu |       |
| Libatse        |       |
| Pärnu-Jaagupi  |       |
| Halinga        |       |
| Are            |       |
| Nurme          |       |
| Sauga          |       |
| Pärnu          |       |
| Reiu           |       |
| Uulu           |       |
| Võiste         |       |
| Tahkuranna     |       |
| Häädemeeste    |       |
| Arumetsa       |       |
| Ikla           |       |
| Frontière      |       |

## Distances
|          | Tallinn |        |          |       |       |        |
| Ääsmäe   | 28      | Äesmäe |          |       |       |        |
| Märjamaa | 64      | 36     | Märjamaa |       |       |        |
| Pärnu    | 129     | 101    | 65       | Pärnu |       |        |
| Laadi    | 143     | 115    | 79       | 14    | Laadi |        |
| Ainaži   | 194     | 166    | 130      | 65    | 51    | Ainaži |